# Franck Lafitte
Pour les articles homonymes, voir Lafitte.
Franck Lafitte est un joueur français de volley-ball né le 8 mars 1989 à Saint-Martin-d'Hères (Isère). Il mesure 2,03 m et joue central. Il totalise 126 sélections en équipe de France.

## Clubs
| Club                 | De        | À         |
| -------------------- | --------- | --------- |
| France Avenir 2024   | 2006-2007 | 2006-2007 |
| Grenoble VUC         | 2007-2008 | 2007-2008 |
| Spacer's de Toulouse | 2008-2009 | 2009-2010 |
| Montpellier UC       | 2010-2011 | 2014-2015 |
| Arago de Sète        | 2015-2016 | 2015-2016 |
| Paris Volley         | 2016-2017 | 2019-2020 |

## Palmarès

### En sélection nationale
- Ligue mondiale (1)
  -  : 2015.
  -  : 2016.
- Ligue des nations
  -  : 2018.
- Championnat d'Europe (1)
  -  : 2015.
- Jeux méditerranéens
  -  : 2013.
- Mémorial Hubert Wagner
  -  : 2015.
- Championnat d'Europe U21 (1)
  -  : 2008.
- Championnat d'Europe U19
  -  : 2007.

### En club
- Championnat de France — Div. A
  - Finaliste : 2016.
  - Troisième : 2018.
- Championnat de France — Div. B (1)
  - Vainqueur : 2019.
- Supercoupe de France
  - Finaliste : 2016.

### Distinctions individuelles
Néant